# 닌텐도 3DS 시스템 소프트웨어
닌텐도 3DS 시스템 소프트웨어는 닌텐도 3DS 휴대용 시스템에 사용되는 업데이트 가능한 운영체제이다. 닌텐도 스위치 시스템 소프트웨어는 닌텐도 3DS 운영체제에서 진화한 것으로 여겨진다.

## 펌웨어
닌텐도 3DS 펌웨어는 4가지 모드로 실행될 수 있다. NATIVE_FIRM은 닌텐도 3DS 소프트웨어(홈 메뉴 포함)의 커널을 실행하는 네이티브 펌웨어이다. SAFE_MODE_FIRM은 시스템 설정 및 시스템 업데이트와 같은 안전 모드 애플리케이션에 사용된다. TWL_FIRM은 닌텐도 DSi의 네이티브 펌웨어이며, 닌텐도 DS/DSi 하위 호환성을 위해 사용된다. 마지막으로 AGB_FIRM은 게임보이 어드밴스의 네이티브 펌웨어이며, 게임보이 어드밴스 버추얼 콘솔 게임을 실행하는 데 사용된다. NATIVE_FIRM은 뉴 닌텐도 3DS에서 다르다.

## 사용자 인터페이스

### 홈 메뉴
HOME 메뉴는 닌텐도 3DS 및 닌텐도 2DS 시스템을 위한 닌텐도 DSi 메뉴 및 Wii U 메뉴와 유사한 그래픽 셸이다. 닌텐도 DS 및 닌텐도 3DS 게임 카드에 저장된 소프트웨어, SD 카드에 설치된 애플리케이션, 시스템 내부 메모리에 설치된 DSiWare 타이틀을 실행하는 데 사용된다. 애플리케이션 아이콘은 터치스크린 또는 D-패드로 그리드에 설정되며 드래그 앤 드롭으로 재배열할 수 있다. 열당 아이콘 수는 1개에서 6개까지 변경할 수 있다. 메뉴는 SD 카드에 있는 애플리케이션의 경우 최대 300개의 애플리케이션 타일을 표시할 수 있으며, DSiWare 타이틀의 경우 최대 40개를 표시할 수 있다. 상단 화면에는 각 개별 앱에 대한 특별한 3D 애니메이션 로고가 표시되며, 무선 신호 강도, 날짜 및 시간, 배터리 수명과 같은 시스템 정보도 표시되는 반면, 하단 화면에는 애플리케이션 아이콘이 표시된다. 메뉴에서 화면 밝기를 변경하는 것도 가능하다. HOME 버튼을 사용하여 사용자는 현재 실행 중인 소프트웨어를 일시 중단하고 HOME 메뉴를 불러와 인터넷 브라우저 및 Miiverse와 같은 특정 다중작업 애플리케이션을 실행할 수 있다.

#### 폴더 업데이트
2012년 4월 25일, 시스템 업데이트를 통해 폴더 시스템이 도입되었다. 최대 60개의 폴더를 생성할 수 있다. 애플리케이션을 폴더 위로 드래그하여 폴더 안으로 이동할 수 있으며, 폴더는 최대 60개의 앱을 포함할 수 있다. 폴더의 제목은 생성 순서대로("1"부터 "60"까지) 자동으로 생성되지만, 사용자가 편집할 수도 있다. 제목의 첫 글자만 폴더 아이콘에 표시된다. 폴더 안의 앱이 스트리트패스 또는 스폿패스 알림을 받으면, 폴더 위에 알림 아이콘이 나타난다.

#### 저장 데이터 백업 업데이트
2013년 6월 20일, 시스템 업데이트를 통해 저장 데이터 백업 기능이 도입되었다. 이 기능은 다운로드 가능한 닌텐도 3DS 소프트웨어와 대부분의 버추얼 콘솔 게임에서 저장 데이터를 백업할 수 있도록 한다. 저장 데이터 백업을 생성하면 사용자는 저장 데이터를 잃지 않고 SD 카드에서 소프트웨어를 삭제할 수 있다. 생성된 백업은 사용자가 닌텐도 eShop에서 소프트웨어를 다시 다운로드할 때 자동으로 복원된다. 총 30개의 저장 데이터 백업을 동시에 저장할 수 있다. 닌텐도 3DS 소프트웨어의 소매 버전, DSiWare, 게임보이 어드밴스 소프트웨어의 저장 데이터는 백업할 수 없다.

#### 테마 업데이트
2014년 10월 6일, 9.0 시스템 업데이트를 통해 멀티태스킹 애플리케이션을 제외한 전체 HOME 메뉴가 개편되었으며, 테마 지원이 추가되어 사용자가 새로운 배경을 추가하고 폴더 아이콘, 배경 음악 및 사운드 효과를 테마에 맞게 변경하여 HOME 메뉴를 더욱 사용자 정의할 수 있게 되었다.

#### 배지
2014년 12월 일본, 2015년 11월 미국과 유럽에서 출시된 닌텐도 배지 아케이드라는 애플리케이션은 유료 크레인 게임에서 얻은 배지를 사용하여 HOME 메뉴를 더욱 사용자 정의할 수 있게 해준다. 이 배지는 게임을 로드하면 설치되는 HOME 메뉴 내의 추가 메뉴를 통해 액세스/사용할 수 있으며, 일반 소프트웨어 아이콘/폴더처럼 배치하고 제거할 수 있다. 일부 배지는 스트리트패스 Mii 광장과 같은 특정 사전 설치된 애플리케이션에 대한 바로 가기 역할을 한다. 닌텐도 배지 아케이드는 닌텐도 네트워크와 함께 2024년 4월 9일에 서비스가 종료되었으며, 더 이상 배지를 얻을 수 없다.

### 닌텐도 3DS 카메라
"닌텐도 3DS 카메라"는 통합 미디어 갤러리 및 사진 편집 기능을 갖춘 내장 사진 및 동영상 레코더이다. 이 앱은 시스템의 두 개의 전면 카메라를 사용하여 3D 사진을 촬영하고, 사용자 대면 카메라를 사용하여 일반 2D 사진을 촬영한다. 모든 사진은 640 × 480 px (VGA), 즉 0.3 메가픽셀 해상도로 촬영된다. 수동 녹화 제어 외에도 "찍기" 버튼을 누른 후 3초 또는 10초 후에 사진을 촬영하거나, 사진을 촬영하려는 경우 "OK!"라고 말하는 등의 음성 명령을 통해 타이머를 설정할 수 있다. SD 카드는 약 3,000장의 사진을 저장할 수 있다. 사진 데이터 크기가 달라질 수 있으므로, 이 숫자는 두 배로 줄어들거나 전혀 줄어들지 않을 수도 있다.
사진 촬영 또는 동영상 녹화 시 다양한 옵션과 필터를 사용할 수 있다. "일반" 모드 외에도 "저조도" 옵션이 있어 어두운 조명 조건에서 사진을 찍거나 동영상을 녹화할 때 유용하다. 다른 옵션에는 색상 유형(일반, 흑백, 세피아, 네거티브 또는 솔라라이즈), 선명도, 대비 및 밝기와 같은 수동 제어가 포함된다. 실시간 사진 필터도 사용할 수 있는데, "스파클"은 사진에 움직이는 별을 추가하고, "드림"은 사진에 꿈같은 밝은 빛을 추가하며, "핀홀"은 화면 중앙을 밝게 하고 가장자리를 어둡게 하며, "미스터리"는 사진에 무작위 마무리를 추가한다. 또한 "병합"이라는 특별한 모드도 있는데, 이는 내부 카메라를 향한 사용자의 사진을 찍고 외부 카메라를 향한 사람의 사진을 병합한다.
2011년 12월 7일, 시스템 업데이트를 통해 3D 동영상 녹화 기능과 세 가지 특별 녹화 옵션이 추가되었다. "인터벌 샷"은 짧은 시간 간격으로 이미지 시퀀스를 녹화하여 저속 촬영을 생성할 수 있게 한다. "프레임 픽"은 정지 이미지를 편집하여 스톱 모션 애니메이션을 생성한다. "몽타주"는 사용자가 녹화를 일시 중지하고 원활하게 다시 시작할 수 있도록 한다. 동영상은 최대 10분까지 녹화할 수 있다. SD 카드에 공간이 부족하면 촬영 가능 시간이 줄어든다. 그러나 모든 녹화 모드에서는 단일 동영상이 최대 10분 길이여야 한다.
이전 버전보다 더 발전했음에도 불구하고, 이 소프트웨어는 이전 버전인 닌텐도 DSi 카메라보다 기능이 적다.
SD 카드에 충분한 여유 공간이 있더라도 최대 3,000장의 사진과 동영상을 합쳐서 저장할 수 있다.

### 닌텐도 3DS 사운드
"닌텐도 3DS 사운드"는 내장 음악 플레이어 및 사운드 레코더이다. 지원되는 오디오 코덱에는 MP3 오디오(.mp3 파일 확장자 포함) 및 AAC 오디오(.mp4, .m4a, .3gp 파일 확장자 포함)가 있다. 오디오 파일은 SD 카드에서 재생할 수 있으며, 상단 화면에 시각화가 표시된다. 콘솔이 절전 모드에 있을 때도 시스템의 헤드폰 단자를 사용하여 음악을 재생할 수 있다. 마이크와 버튼이 포함된 헤드폰을 사용할 경우, 버튼으로 재생/일시 중지 및 다음/이전 트랙으로 건너뛸 수 있다. 여러 오디오 필터뿐만 아니라 사운드 조작 옵션도 제공된다. 10초 길이의 음성 녹음도 녹음하고, 오디오 필터로 편집하며, 변조 및 재생 속도를 통해 조작할 수 있다. 사용자는 콘솔 메모리에 최대 18개, SD 카드에 최대 180개를 저장하고 수정할 수 있다. 이들은 어느새 교환 일기와 같은 다른 애플리케이션에서도 사용할 수 있다.
이 앱에는 스트리트패스 기능이 내장되어 있다. 사용자가 스트리트패스를 활성화한 다른 사람과 스트리트패스에 접속하면, 두 사용자 모두 노래 이름, 아티스트, 앨범, 발매 연도, 재생 횟수와 같은 노래 데이터를 교환한다. 관련 사용자 간의 호환성 차트도 있다. 두 사용자 간의 일치하는 노래 수에 따라 0%에서 100%까지 점수가 표시되며, 후자가 가장 호환성이 높다.
이전 버전보다 더 발전했음에도 불구하고, 이 소프트웨어는 이전 버전인 닌텐도 DSi 사운드보다 필터와 테마가 적다.
닌텐도 3DS 사운드의 보안 버그는 버퍼 오버플로를 허용했으며, 결국 임의 코드 실행을 가능하게 했다. 닌텐도는 시스템 펌웨어 11.3에서 이 버그를 패치했다.

### 사전 설치된 애플리케이션
- 건강 및 안전 정보
- 닌텐도 3DS/DS 게임 카드 런처
- 닌텐도 3DS 카메라
- 닌텐도 3DS 사운드
- Mii 메이커
- 스트리트패스 Mii 광장
- 닌텐도 e숍
- AR 게임즈
- 페이스 레이더스
- 활동 기록
- 닌텐도 존 (모든 지역에서 서비스 종료)
- 다운로드 플레이
- 시스템 설정

### 다운로드 가능한 애플리케이션
- 유튜브 (미국, 캐나다, 유럽, 호주, 일본 한정; 2019년 8월 서비스 종료)[18]
- 넷플릭스 (미국, 캐나다 한정; 2021년 6월 서비스 종료)[19]
- 훌루 플러스 (미국, 일본 한정; 2019년 2월 서비스 종료)[20]
- 스왑두들 (온라인 기능 2024년 4월 서비스 종료)[12]
- 어느새 교환 일기 (스폿패스 서비스 종료)
- 닌텐도 비디오 (서비스 종료)[21]
- 유로스포츠 (유럽, 호주 한정; 2012년 12월 서비스 종료)
- 플립노트 스튜디오 3D (일본 eShop에서만 출시 - 전 세계 마이 닌텐도 보상으로 제공)
- 저장 데이터 전송 도구
- 닌텐도 애니메 채널 (유럽, 호주 한정; 2018년 10월 서비스 종료)

#### 멀티태스킹 애플리케이션
닌텐도 3DS는 애플리케이션을 일시 중단하고 6개의 멀티태스킹 애플리케이션 중 하나를 실행할 수 있다. 게임이나 애플리케이션이 실행 중인 상태에서 사용자는 홈 버튼을 눌러 일시 중단하고 홈 메뉴를 열 수 있다. 그런 다음 현재 일시 중단된 소프트웨어를 닫지 않고도 시스템에 내장된 특별히 설계된 다른 멀티태스킹 애플리케이션을 열 수 있다. 다른 게임이나 애플리케이션이 이미 실행 중인 상태에서 게임이나 애플리케이션을 열려고 하면 프롬프트가 나타난다. 이러한 멀티태스킹 애플리케이션에는 다음이 포함된다:
- 게임 노트: 사용자가 노트를 작성하고 저장할 수 있으며, 현재 일시 중단된 소프트웨어의 양쪽 화면 스크린샷이 사용자에게 도움을 주기 위해 제공된다.
- 친구 목록: 등록된 친구 목록으로, 현재 상태 및 현재/선호 애플리케이션과 같은 정보가 포함된다. 친구 코드를 교환하여 최대 100명의 친구를 등록할 수 있다. 3DS가 활성 상태(절전 모드 아님)일 때 등록된 친구가 온라인 상태가 되면 상단 LED 표시등이 주황색으로 깜박인다.
- 알림: 알림을 받을 때 상단 LED 표시등은 스폿패스 또는 스트리트패스 알림인지에 따라 각각 파란색 또는 녹색으로 깜박인다.
- 인터넷 브라우저
- Miiverse: 게임 및 기타 애플리케이션 전용 소셜 네트워크 서비스이다. 전용 소프트웨어 커뮤니티에 댓글과 소프트웨어 스크린샷을 게시할 수 있었다. 이 서비스는 2017년 11월에 종료되었다.
- 카메라: 닌텐도 3DS 카메라의 경량 버전으로 대부분의 기능이 생략되어 있으며, L 및 R 버튼을 눌러 접근한다. 닌텐도 3DS 카메라와 달리 카메라는 QR 코드를 읽을 수 있다.
- 홈 메뉴 설정: 사용자가 테마를 변경하고, 배지를 추가/제거하며, 화면 밝기를 변경하고, 전력 절약 모드를 언제든지 전환할 수 있는 섹션이다.

Miiverse 및 인터넷 브라우저는 특정 소프트웨어(닌텐도 3DS용 슈퍼 스매시브라더스 등)가 일시 중단된 동안 비활성화되는데, 이는 해당 소프트웨어가 3DS의 리소스를 많이 사용하기 때문이다. 그러나 이는 하드웨어가 업그레이드되어 이를 허용하는 뉴 닌텐도 3DS의 경우에는 해당되지 않는다.

## 네트워크 기능

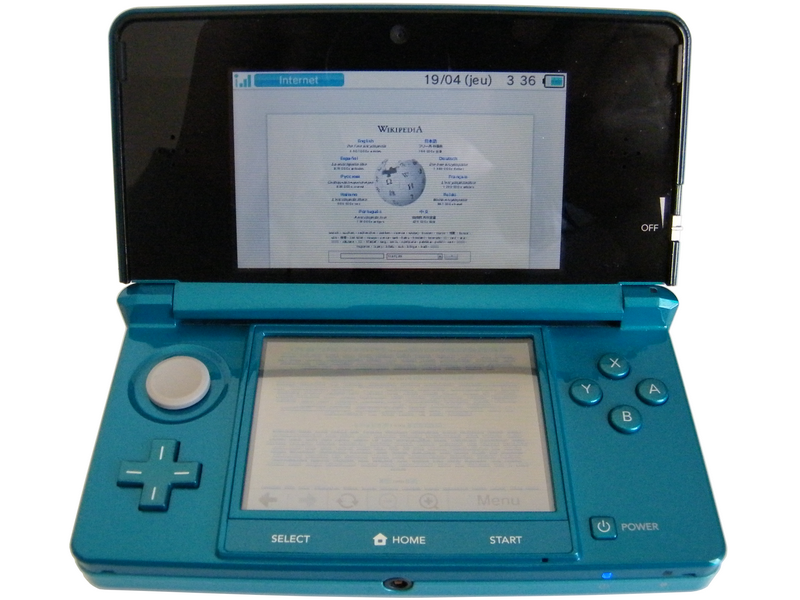
웹 브라우저를 실행 중인 닌텐도 3DS

### 닌텐도 네트워크
닌텐도 네트워크는 소니의 플레이스테이션 네트워크 및 마이크로소프트의 엑스박스 라이브와 유사한 닌텐도의 통합 네트워크 인프라였으며, 이전 닌텐도 Wi-Fi 커넥션 서비스의 뒤를 이었다. 닌텐도 3DS는 새로운 네트워크 인프라를 지원하는 최초의 시스템이었다. 닌텐도는 닌텐도 Wi-Fi 커넥션이 개발자들이 자체 네트워크 인프라와 개념을 실험할 수 있는 방법으로 만들어진 반면, 닌텐도 네트워크는 완전히 통합된 네트워크 서비스로 만들어졌다고 밝혔다. 새로운 네트워크 인프라는 통합된 온라인 멀티플레이어 경험과 리더보드 및 통신과 같은 다른 온라인 상호 작용뿐만 아니라 소프트웨어 다운로드 및 스트리밍 미디어 서비스를 위한 수단을 제공했다.
닌텐도 네트워크는 2024년 4월 9일에 서비스가 종료되었다.

### 계정 시스템
닌텐도 3DS는 오리지널 Wii와 마찬가지로 친구 코드 시스템을 사용하여 네트워크에 연결하며, 각 콘솔에 하나의 코드만 필요하다는 점이 예외이다. 이는 플레이어가 인터넷을 통해 서로 상호 작용하는 것을 훨씬 쉽고 유연하게 만든다. 그럼에도 불구하고 2012년 11월 18일 기준, 닌텐도 e숍 및 Miiverse와 같은 일부 닌텐도 네트워크 서비스는 닌텐도 네트워크 ID 계정이 있어야 접근할 수 있다. 이 계정은 Wii U 및 닌텐도 스위치와 공유될 수 있다. 닌텐도 네트워크 관리 팀은 Miiverse와 같은 서비스에서 부적절한 콘텐츠를 제거하기 위해 직원을 모더레이터로 두고 있다.

### 스폿패스 및 스트리트패스
스트리트패스는 닌텐도 3DS 시스템 간에 게임 콘텐츠를 교환할 수 있는 근접 데이터 교환 기능이다. 콘솔의 절전 모드에서의 백그라운드 연결을 사용하여 닌텐도 3DS는 범위 내의 다른 닌텐도 3DS 시스템을 자동으로 감지하고, 연결을 설정하며, 상호 플레이하는 게임의 콘텐츠를 투명하게, 사용자 입력 없이 교환한다. 예를 들어, 슈퍼 스트리트 파이터 IV: 3D 에디션에서 사용자가 같은 소프트웨어를 가진 사람을 지나치면, 서로의 트로피를 수집하기 위해 전투를 시작한다. 각 애플리케이션의 스트리트패스 콘텐츠는 콘솔의 12개 "데이터 슬롯" 중 하나에 저장된다. 이 데이터 슬롯을 사용하여 닌텐도 3DS 사용자는 현재 콘솔에 어떤 게임 카드가 있든 상관없이 연결될 때마다 여러 게임의 콘텐츠를 동시에 쉽게 공유하고 교환할 수 있다.
스폿패스는 "항상 켜져 있는" 백그라운드 네트워크 연결 시스템으로, Wi-Fi 핫스팟과 같은 무선 네트워크 노드를 자동으로 찾아 연결하여 절전 모드 또는 게임 플레이 중에 백그라운드에서 정보를 송수신할 수 있다. 스폿패스는 북미의 AT&T 및 영국의 더 클라우드와 같은 파트너와의 인증된 핫스팟도 활용한다. 사용자는 이러한 핫스팟에 자동으로 무료로 연결할 수 있다. 스폿패스를 통해 다운로드할 수 있는 콘텐츠에는 전체 게임 및 애플리케이션 다운로드, 펌웨어 업데이트, 패치, 특정 게임 내 콘텐츠가 포함된다. 사용자의 선호도에 맞게 사용자 정의할 수 있으며, 선택한 소프트웨어의 경우 완전히 옵트아웃할 수도 있다. 전자책 리더와 유사한 애플리케이션은 이 기능을 사용하여 "잡지와 신문 기사를 자동으로 획득"하는 것을 고려 중이다. 닌텐도 네트워크와 함께 2024년 4월 9일에 서비스가 종료되었다.
2013년 8월 5일, 시스템 업데이트를 통해 스트리트패스 릴레이라는 새로운 기능이 도입되었다. 이 기능은 사용자가 인증된 닌텐도 존 핫스팟을 지나갈 때, 같은 핫스팟을 지나간 마지막 닌텐도 3DS 사용자가 스트리트패스를 활성화한 경우, 해당 사용자의 스트리트패스 데이터를 교환할 수 있도록 한다. 미국에는 29,000개 이상의 스트리트패스 릴레이 지점이 있으며, 유럽에는 약 30,000개가 있다. 하루 뒤, 이 기능은 일본에서도 사용할 수 있게 되었다. 스트리트패스 릴레이 지점은 나중에 북미와 유럽에서 한 명 대신 최대 6명의 사용자를 저장하여 교환할 수 있도록 업데이트되었다.

#### 스트리트패스 Mii 광장
스트리트패스 Mii 광장은 모든 닌텐도 3DS 시스템에 사전 설치된 스트리트패스 애플리케이션이다. 이 앱에서 플레이어는 스트리트패스 및 닌텐도 네트워크를 통해 다른 플레이어의 Mii를 만나고 그들과 상호 작용한다. 이 애플리케이션에서 플레이어의 Mii는 미니 게임에서 얻은 모자로 꾸밀 수 있으며, 짧은 사용자 정의 메시지와 기타 정보도 포함할 수 있다. 시스템에 새로운 Mii 캐릭터가 나타나면 광장 문에 나타난다. 플레이어는 더 많은 Mii 캐릭터를 만나기 전에 그들을 사용하여 다양한 미니 게임을 플레이할 수 있다. 같은 Mii 캐릭터를 여러 번 만나면 개인화된 메시지와 평가 기능과 같은 추가 기능이 제공된다. 이 애플리케이션은 3개의 미니 게임과 함께 제공되며, 추가 미니 게임은 선택적으로 구매할 수 있다.

#### 닌텐도 존 뷰어

닌텐도 존 로고

닌텐도 존 뷰어는 인증된 스폿패스 핫스팟을 감지하고 사용하는 내장 애플리케이션이었다. 핫스팟이 감지되면 시스템의 홈 메뉴에 알림이 나타났다. 이 애플리케이션에서 사용자는 게임 예고편, 게임 스크린샷을 보고, 게임 체험판을 다운로드하고, 현재 및 출시 예정 닌텐도 3DS 타이틀에 대한 정보를 볼 수 있었다. 플레이어가 핫스팟을 벗어나면 앱은 닌텐도 3DS 시스템에 남아 있지만 콘텐츠에 접근할 수는 없었다. 닌텐도 존 뷰어는 2014년에 북미에서 서비스가 종료되었다.
| 닌텐도 3DS 사용자에게 무료 접근을 제공하는 인증된 닌텐도 존 Wi-Fi 핫스팟 제공업체 | 닌텐도 3DS 사용자에게 무료 접근을 제공하는 인증된 닌텐도 존 Wi-Fi 핫스팟 제공업체 | 닌텐도 3DS 사용자에게 무료 접근을 제공하는 인증된 닌텐도 존 Wi-Fi 핫스팟 제공업체 |
| 일본 | 북미                                                                              | 유럽                                                                              |
| --- | --------------------------------------------------------------------------------- | --------------------------------------------------------------------------------- |
| \| - FreeSpot - McDonald's - Wifine - Nexco - Drive Plaza - Toei Kyoto Studio Park - Sushi Kuro - The Tokyo Rinkai Disaster Prevention Park 보관됨 2021-05-13 - 웨이백 머신 - DS Game Cafe - Tsutaya 보관됨 2014-10-13 - 웨이백 머신 - Aquas - Nintendo 3DS Station - University of Miyazaki Hospital - Toei Animation Gallery - Bank of Kyoto - Namco 보관됨 2016-03-04 - 웨이백 머신 - NTT - 7 Eleven \| | - AT&T - 베스트 바이 - 보잉고 - IBAHN - 벨 (캐나다) - 퓨처 샵                     | - ZON@FON (포르투갈)                                                              |
| 알 수 없음 | 29,000개 핫스팟                                                                   | 30,000개 + 500,000개 (ZON@FON만 해당) 핫스팟                                      |
| - FreeSpot - McDonald's - Wifine - Nexco - Drive Plaza - Toei Kyoto Studio Park - Sushi Kuro - The Tokyo Rinkai Disaster Prevention Park 보관됨 2021-05-13 - 웨이백 머신 - DS Game Cafe - Tsutaya 보관됨 2014-10-13 - 웨이백 머신 - Aquas - Nintendo 3DS Station - University of Miyazaki Hospital - Toei Animation Gallery - Bank of Kyoto - Namco 보관됨 2016-03-04 - 웨이백 머신 - NTT - 7 Eleven       |                                                                                   |                                                                                   |

## 소프트웨어 업데이트

### 역사
3DS 시스템 소프트웨어의 첫 번째 버전은 2011년 2월 26일에 출시 콘솔에 포함되어 출시된 버전 1.0.0-0이었다. 2011년 6월 6일에 출시된 버전 2.0.0-2에서는 인터넷 브라우저, 닌텐도 e숍, 시스템 전송(닌텐도 DSi 시스템에서)과 같은 인터넷 기능이 출시되었다. 2011년 12월 7일에 출시된 버전 3.0은 닌텐도 3DS 카메라에 3D 비디오 녹화 기능과 3DS 시스템 간 시스템 전송 기능을 추가했다.
2012년 4월 24일에 출시된 버전 4.0.0-7은 HOME 메뉴에 폴더를 추가하고 게임 개발자가 패치(업데이트)를 제공할 수 있는 기능을 추가했다. 2013년 3월 25일에 출시된 버전 5.0.0-11은 시스템이 절전 모드일 때 타이틀을 다운로드할 수 있는 기능을 추가했다. 2013년 6월 17일에 출시된 버전 6.0.0-12는 저장 데이터를 백업할 수 있는 기능을 추가했다. 2013년 12월 9일에 출시된 버전 7.0.0-13은 닌텐도 네트워크 및 Miiverse 지원을 추가했다.
2014년 7월 7일에 출시된 버전 8.0.0-18은 소규모 업데이트였다. 버전 8.1.0-0은 일본 출시 뉴 닌텐도 3DS 및 New Nintendo 3DS XL 시스템에 사전 설치되었다. 2014년 10월 6일에 출시된 버전 9.0.0-20은 테마를 추가했다. 버전 9.0.0-20은 PAL 지역 뉴 3DS 시스템 및 PAL/북미 뉴 3DS XL 시스템 출시 시 사전 설치되었다. 9.8은 북미 뉴 3DS 시스템 출시 시 사전 설치되었다. 버전 10.0.0-27은 2015년 9월 8일에 출시되었으며, 버전 11.0.0-33은 2016년 5월 9일에 출시되었다. 두 시스템 소프트웨어 버전 모두 보안 업데이트로 출시되었다. 버전 11.16.0-49는 2022년 9월 12일에 출시되었으며, 닌텐도 지원 전화번호의 오타를 수정했다.
2023년 5월 23일 기준, 최신 시스템 소프트웨어 버전은 11.17.0-50이다. 이 보안 업데이트는 이전 3DS 시스템 소프트웨어 버전에서 일반적인 소프트 모딩 방법에 의해 악용된 취약점을 패치하는 것으로 주목할 만하다.

### 명칭
3DS 시스템 설정에 표시되는 펌웨어 버전의 명칭은 세 부분으로 나뉜다. 첫 세 숫자는 마침표로 구분되며 e숍 기능이 없는 펌웨어 버전(소매 카트리지에 저장된 버전)을 나타낸다. 대시 뒤의 숫자는 e숍 관련 개선 사항을 나타내며 온라인 업데이트를 통해서만 얻을 수 있다. 마지막으로 끝에 붙는 문자는 콘솔의 지역을 나타낸다. 가능한 문자는 중국(C), 유럽 및 호주(E), 일본(J), 대한민국(K), 대만(T), 그리고 미주(U)이며, 이들은 각각 독점 펌웨어 출시를 가진 여섯 지역이다.

## 같이 보기
닌텐도의 다른 게임 플랫폼:
- 닌텐도 DSi 시스템 소프트웨어
- Wii 시스템 소프트웨어
- Wii U 시스템 소프트웨어
- 닌텐도 스위치 시스템 소프트웨어

이 세대의 다른 게임 플랫폼:
- 플레이스테이션 4 시스템 소프트웨어
- 플레이스테이션 비타 시스템 소프트웨어
- 엑스박스 원 시스템 소프트웨어

7세대의 다른 게임 플랫폼:
- 플레이스테이션 3 시스템 소프트웨어
- 플레이스테이션 포터블 시스템 소프트웨어
- 엑스박스 360 시스템 소프트웨어